# 逗子市指定文化財一覧
逗子市指定文化財一覧（ずしししていぶんかざいいちらん）は、神奈川県逗子市指定の文化財や史跡等を一覧形式でまとめたものである。

## 建造物
- 観音堂 〔逗子市久木〕 1971年12月23日指定 ※岩殿寺所有
- 四脚門 〔逗子市沼間〕 1973年1月26日指定 ※海宝院所有

## 彫刻
- 木造不動明王立像 〔逗子市沼間〕 1970年5月1日指定 ※神武寺所有
- 木造薬師如来坐像及び日光・月光菩薩立像 〔逗子市沼間〕 1970年5月1日指定 ※神武寺所有
- 木造阿弥陀如来坐像 〔逗子市池子〕 1971年12月23日指定 ※東昌寺所有
- 木造阿弥陀三尊立像 〔逗子市小坪〕 1972年7月28日指定 ※海前寺所有
- 木造阿弥陀如来立像 〔逗子市小坪〕 1972年7月28日指定 ※仏乗院所有
- 銅像阿弥陀三尊像 〔逗子市逗子〕 1973年1月26日指定 ※延命寺所有
- 木造十王及び奪衣婆坐像 〔逗子市桜山〕 1973年1月26日指定 ※宗泰寺所有
- 木造十一面観音菩薩坐像 〔逗子市沼間〕 1974年12月18日指定 ※海宝院所有

## 工芸
- 緑釉唐草文瓶ほか一括 〔逗子市沼間〕 1974年12月18日指定 ※神武寺所有
- 菊座鈕小松流水文・散文双雀鏡他硯二面 〔逗子市桜山〕 1974年12月18日指定 ※逗子市郷土資料館保管

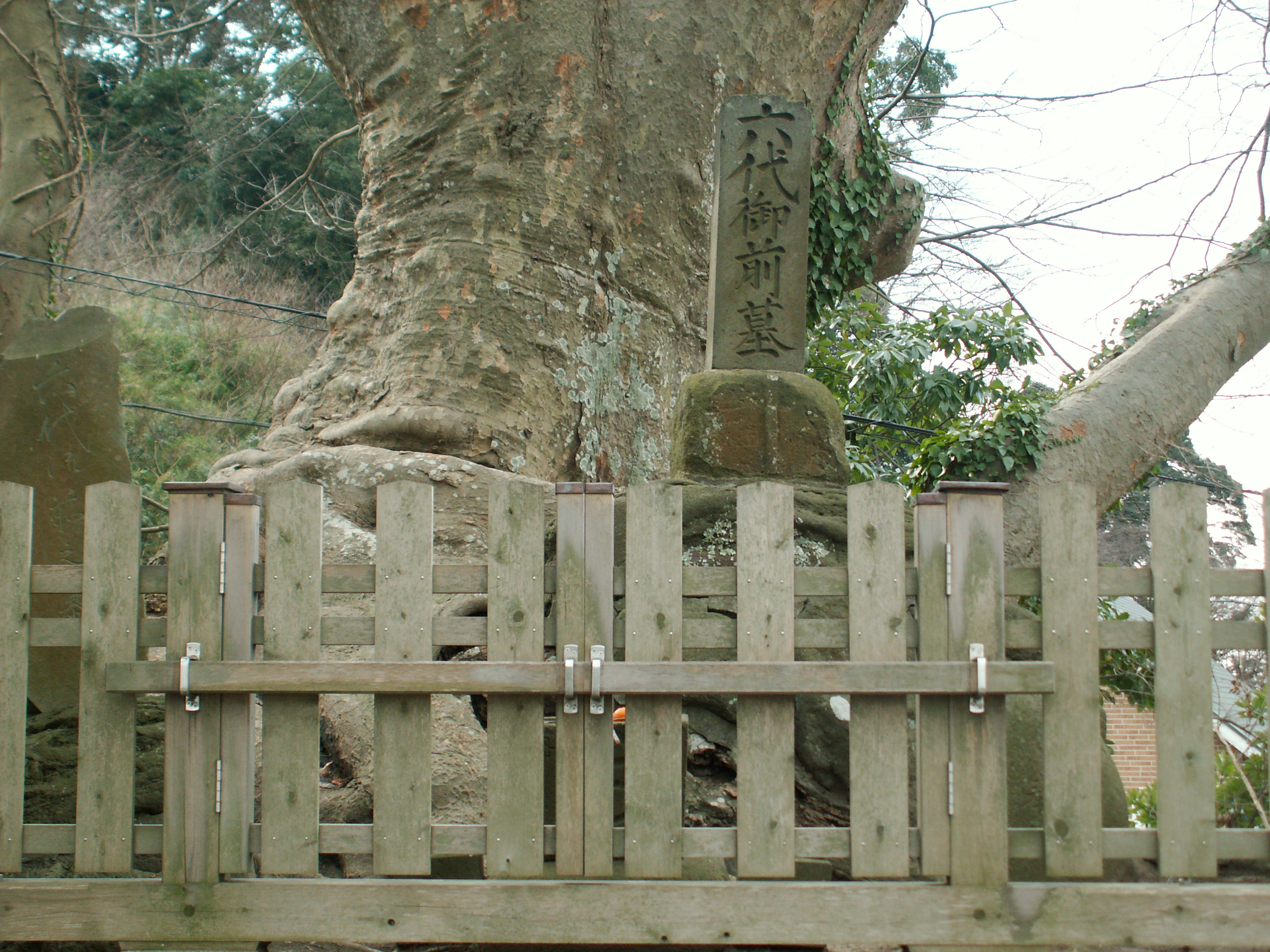
平高清（六代御前）の墓

## 史跡
- こんぴら山やぐら群 〔逗子市沼間〕 1970年5月1日指定 ※神武寺
- みろくやぐら 〔逗子市沼間〕 1970年5月1日指定 ※神武寺
- 先祖やぐら横穴 〔逗子市沼間〕 1971年12月23日指定
- 山の根谷装飾横穴 〔逗子市山の根〕 1972年8月18日指定
- 六代御前の墓伝説地 〔逗子市桜山〕 1973年2月21日指定 ※六代御前史跡保存会

## 天然記念物
- 「鐙摺の不整合」の露頭 〔逗子市桜山〕 1972年7月28日指定 ※葉山層群
- 神武寺周辺の岩隙植物群落 〔逗子市沼間〕 1993年5月12日指定

## 考古資料
- 持田遺跡出土の石製装身具及び玉作関係資料 2018年2月23日指定 ※池子遺跡群資料館